# Муши (Напуљ)
Муши (итал. Musci) је насеље у Италији у округу Напуљ, региону Кампанија.
Према процени из 2011. у насељу је живело 1415 становника. Насеље се налази на надморској висини од 52 м.